# 洛克人の黄金帝國
『洛克人の黄金帝國』（ロックマンのおうごんていこく、Rockman Gold Empire）とは、1999年5月15日に台湾で発売されたシミュレーションゲームである。
『洛克人』とはカプコンのコンピュータゲームの『ロックマン』の漢字表記である。だがタイトルには日本の平仮名である「の」が含まれている。

## ゲームの流れ
ロックマン、ブルース、デューオ、フォルテ、ワイリー、そして本作オリジナルキャラクターのザ・マイヤーの5人から選択して、個々のプレイヤーのストーリーラインにしたがってゲームを進めていく。建物を最も多く建造したプレイヤーが勝利し、エンディングでは選択したキャラクターの名前がついた帝国が新聞に掲載される場面が見られる。

## 登場キャラクター
DRN.001 ロックマン（Rockman）
DRN.000 ブルース（Blues）
デューオ（Duo）
SWN.001 フォルテ（Forte）
ザ・マイヤー（The Mayor）